# Sellenbüren (Adelsgeschlecht)

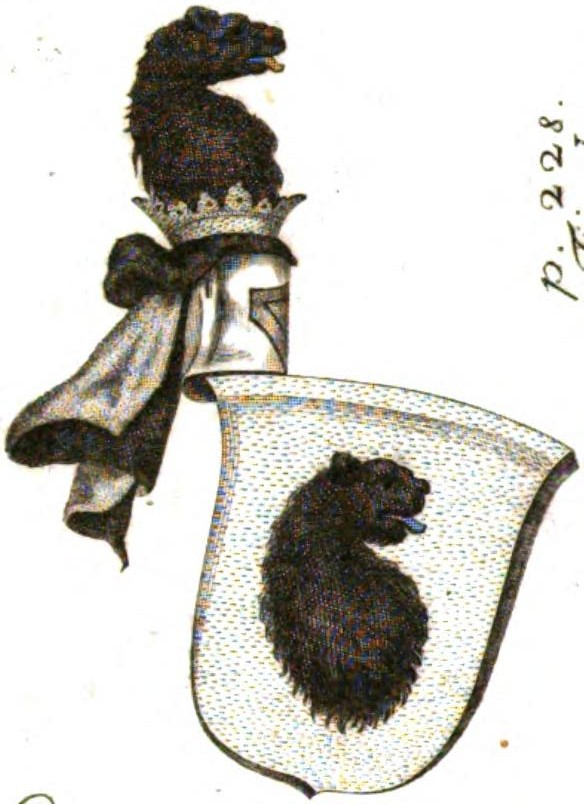
Wappen des Konrad von Seldenbüren (gewendet)

Die Freiherren von Sellenbüren (auch Seldenbüren) waren ein nach dem Dorf Sellenbüren benanntes Adelsgeschlecht im Kanton Zürich. Vermutlich hatten sie ihre Stammburg jedoch nicht auf der Burg Sellenbüren, die in mittelalterlichen Quellen nicht vorkommt, sondern auf der Uetliburg.
Die Familie tritt in den Quellen nur selten in Erscheinung, obwohl sie ein bedeutendes Geschlecht gewesen sein muss. Alle drei bekannten Freiherren von Sellenbüren verschenkten grosszügig Güter und Rechte im Reppischtal und der weiteren Umgebung an Klöster. Deshalb lässt es sich vermuten, dass sie von einer Adelsfamilie abstammten, welche über grossen Besitz vom Limmattal bis in die Innerschweiz verfügt hatte. Denkbar ist etwa eine Verwandtschaft der Herren von Sellenbüren mit jenen von Regensberg.

## Wappen
Blasonierung
In Gold rot bezungter schwarzer Bärenkopf
Die Karte von Jos Murer von 1566 zeigt Sellenbüren mit dem Familienwappen der Freiherren von Sellenbüren.

## Freiherren von Sellenbüren
- Reginbert von Sellenbüren diente im Heer des Kaisers Otto I. Im Krieg gegen Bayern verlor er 936 eine Hand[5] und zog sich darauf gemäss eher unsicheren Quellen[6] nach St. Blasien im Schwarzwald zurück, wo er das Kloster St. Blasien gegründet haben soll. Diesem vermachte er Güter in Sellenbüren, Stallikon, Urdorf, Birmensdorf und Bonstetten. Reginbert verstarb am 29. Dezember 962 oder 964 in St. Blasien, wo er begraben liegt.[7] Der katholische Gedenktag Reginberts ist der 29. Dezember (sein Todestag).[8]
- Heinrich von Sellenbüren war vermutlich der Bruder Reginberts. Er beschenkte 1092 das Kloster Muri mit Gütern in Rohrdorf[9] und das Kloster St. Blasien (Schwarzwald) mit Gütern. Eventuell war er Mitstifter des letztgenannten.[10]
- Konrad von Sellenbüren war vermutlich der Sohn Heinrichs[11] und liess auf seinem Gut in Engelberg 1122 das Kloster Engelberg erbauen,[12] dem er seinen Besitz im Engelbergertal, im Zugerland und zwischen Reuss und Albis vermachte. Später trat er nach der Überlieferung selbst ins Kloster ein. Am 2. Mai 1126 wurde er ermordet. Damit erlosch das Geschlecht der Freiherren von Sellenbüren vermutlich.[13]